# Liga Młodzieży

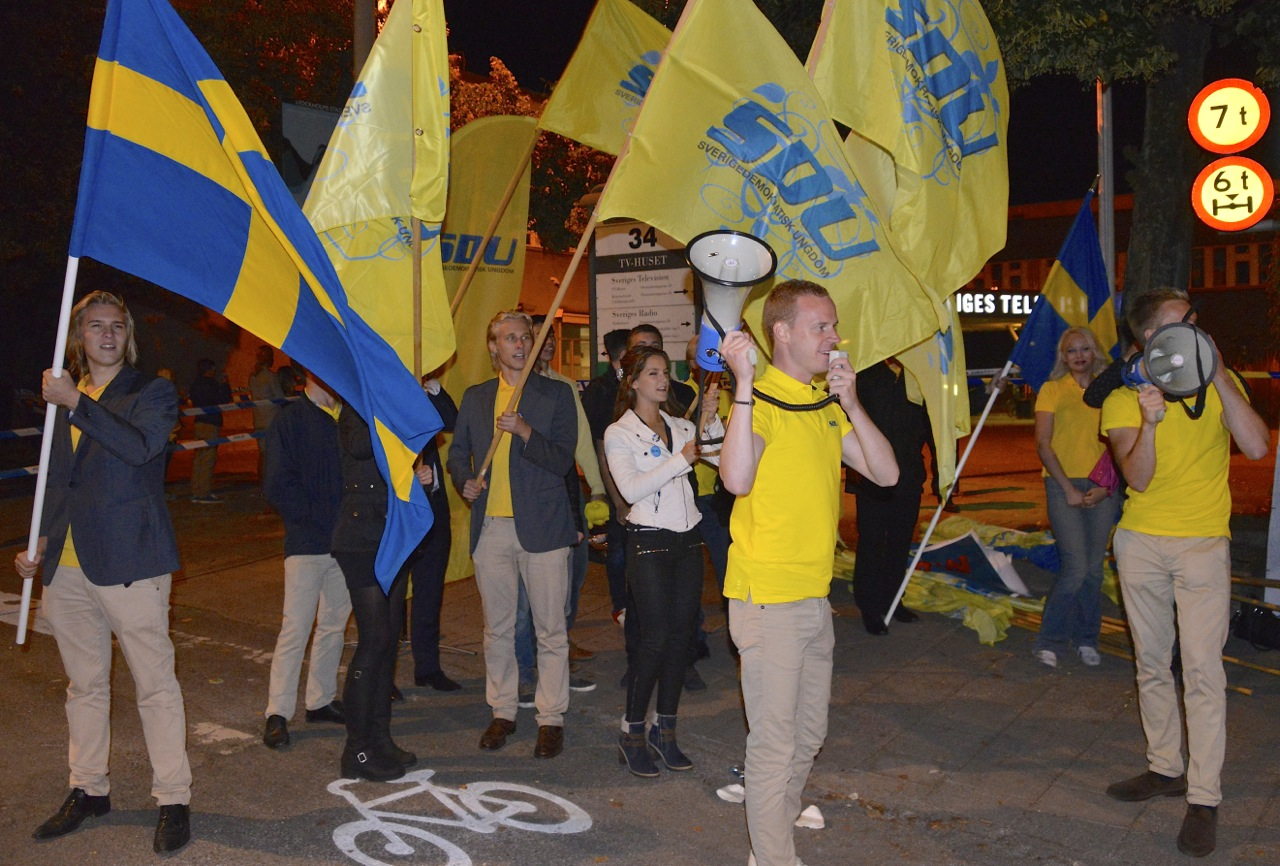
Protest zorganizowany przez SDU w 2014

Liga Młodzieży (szwe. Sverigedemokratisk Ungdom, SDU) – szwedzka organizacja młodzieżowa powołana w 1998 roku. Do 2015 roku stanowiła młodzieżówkę partii Szwedzcy Demokraci.

## Przewodniczący
| Okres     | Imię i nazwisko     |
| --------- | ------------------- |
| 1993–1994 | Robert Vesterlund   |
| 1998–2000 | Jimmy Windeskog     |
| 2000–2005 | Jimmie Åkesson      |
| 2005–2007 | Martin Kinnunen     |
| 2007–2010 | Erik Almqvist       |
| 2010–2011 | William Petzäll     |
| 2011–2015 | Gustav Kasselstrand |
| od 2015   | Jessica Ohlson      |